# NetFront Browser NX
NetFront Browser NX（ネットフロントブラウザエヌエックス）とは、株式会社ACCESSがWebKitをベースとして開発している組込機器用のウェブブラウザである。

## 概要
- テレビ、ゲーム機、セットトップボックスに搭載されている。

## 主な搭載機器
任天堂
ニンテンドー3DS - 2011年6月7日より本体にNetFront Browser NXが搭載されている。ただし、任天堂の仕様ではNetFront® Browserと表記されている。
Wii U - NetFront Browser NX 3.0を本体に搭載。
Nintendo Switch - ショップ・SNS連携用として用いられており、単体ブラウザーとしては利用出来ない。
東芝
REGZA Z7 / J7 - NetFront® Browser NX v2.1 DTV Profile を搭載 
STマイクロエレクトロニクス
STB向けSoC にNetFront Browser NX 3.0を採用 

## 参照
1. ↑  ニンテンドー3DS用インターネットブラウザーLGPL適用オープンソースについて（ウェイバックマシン） - http://www.nintendo.co.jp/3ds/hardware/features/sourcecode.html アーカイブの中にWebKitのソースコードが入っている
2. ↑  ACCESS、情報家電向けブラウザの新製品「NetFront® Browser NX」を発表
3. ↑  任天堂製品に関連するオープンソースソフトウェアのソースコード配布ページ｜サポート情報｜Nintendo
4. ↑  インターネットブラウザーの主な仕様
5. ↑  Wii U インターネットブラウザーの主な仕様
6. ↑  任天堂の新ゲーム機「Wii U」に ACCESSの「NetFront® Browser NX」をブラウザエンジンとして提供 | 株式会社ACCESS
7. ↑  東芝製液晶テレビの新機種「レグザ Z7 / J7シリーズ」に ACCESSのWebKitベースの情報家電向けブラウザ 「NetFront® Browser NX v2.1 DTV Profile」が採用 | 株式会社ACCESS
8. ↑  STマイクロエレクトロニクスの新世代STBプラットフォームにACCESSのHTML5対応WebKitブラウザ「NetFront® Browser NX」が採用 | 株式会社ACCESS